# Thierry Janssen

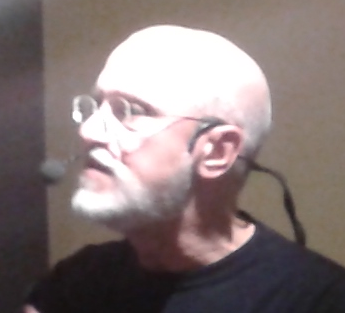
Thierry Jansen (2019).

Thierry Janssen (geboren 25. April 1962) ist ein belgischer Urologe, Psychotherapeut und Autor, der am Standort Paris der Sigmund Freud Privatuniversität Wien unterrichtet.

## Leben
Janssen studierte Humanmedizin in Belgien, Frankreich und den USA und promovierte 1987 als Docteur en Médecine an der Université Catholique de Louvain (UCL), Belgien. Anschließend erfolgten Weiterbildungen in allgemeiner Chirurgie und Gynäkologie an den Cliniques Universitaires Saint Luc der UCL und in Urologie an den Cliniques Universitaires Saint Luc der UCL, am Hôpital Saint-Louis in Paris, am Centre Hospitalier Universitäre Kurpan in Toulouse und an der Mayo Clinic in Rochester, Minnesota in den Vereinigten Staaten. Er erlangte in Belgien den Facharzt für Urologie und schloss eine Zusatzweiterbildung für Andrologie an der medizinischen Fakultät Saint Antoine in Paris ab.
Bis 1998 war er in der Klinik für Urologie im Hôpital Erasme der Université libre de Bruxelles tätig. Er forschte über den Einfluss von Hormonen und Wachstumsfaktoren auf den Prostatakrebs.
Danach nahm er eine Auszeit, während der er einige Monate für Emporio-Armani in Paris tätig war. Anschließend belegte er für vier Jahre Kurse an der Barbara Brennan School of Healing und bildete sich zum Psychotherapeuten fort. Nun konzentrierte er sich auf die psychotherapeutische Begleitung chronisch Kranker und Krebskranker.
Janssen unterrichtet am Standort Paris der Sigmund Freud Privatuniversität Wien.

## Veröffentlichungen
Bücher
- Questions de méditation : l'aventure incontournable (Autorenkollektiv), Hrsg.: Marc de Smedt, Albin Michel, 2015, ISBN 978-2-226-25847-2
- Confidences d'un homme en quête de cohérence, Les Liens qui Libèrent, 2012, ISBN 979-10-209-0007-4
- Le Défi positif, Pocket, Les Liens qui Libèrent, 2011, ISBN 978-2-918597-36-0
- La maladie a-t-elle un sens?, Fayard, 2008, ISBN 978-2-213-63485-2
- La Solution intérieure, Fayard, 2006, ISBN 2-213-62551-4
- Vivre le cancer du sein autrement, Robert Laffont, 2006, ISBN 978-2-221-10474-3
- Vivre en paix, Robert Laffont, 2003, ISBN 2-221-09983-4
- Le Travail d’une vie, Robert Laffont, 2001, ISBN 2-221-09519-7